# Lijst van prefecten voor Cultuur en Onderwijs

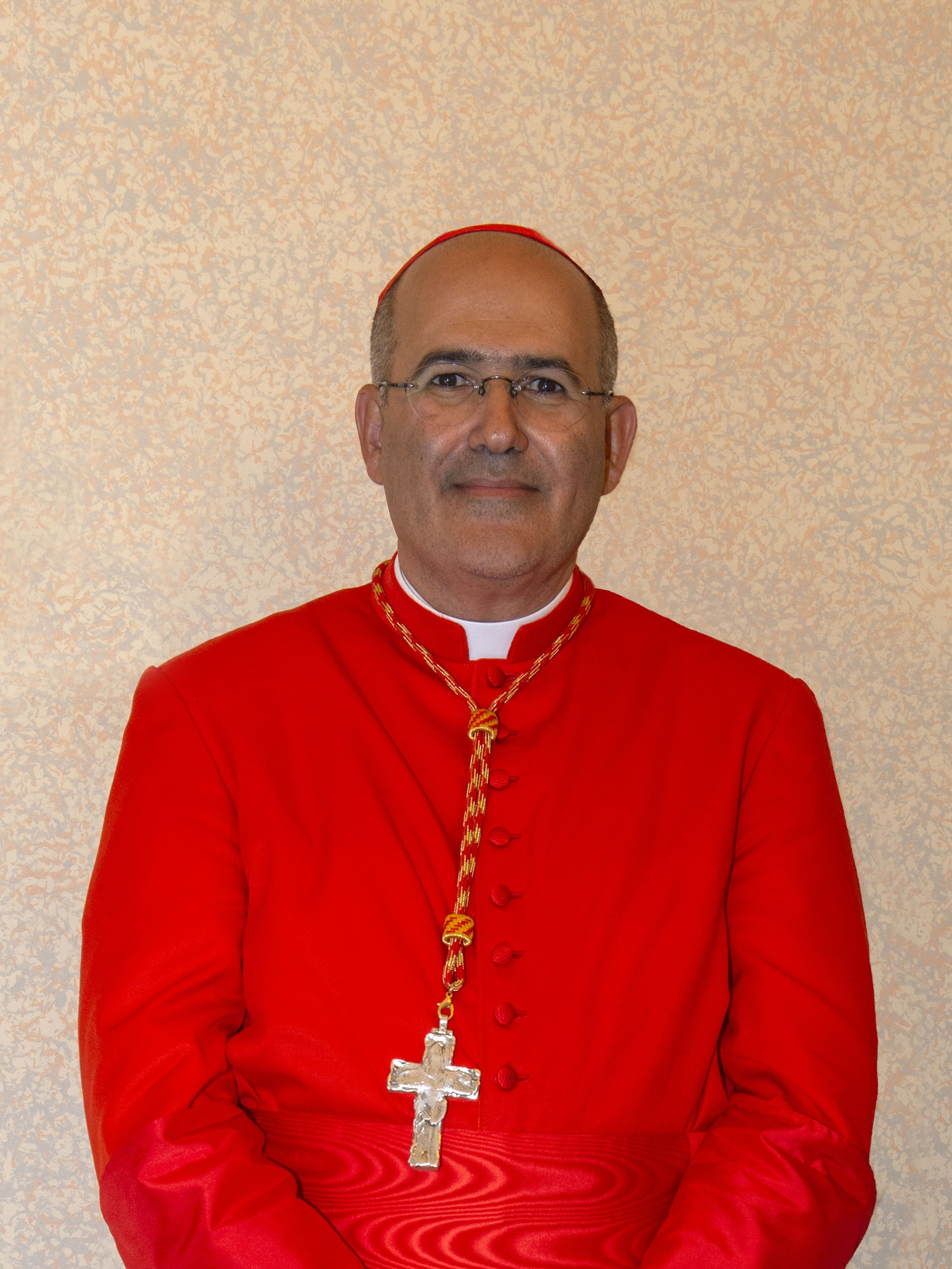
José Tolentino de Mendonça, prefect van de dicasterie

Onderstaand volgt een lijst van prefecten van de Dicasterie voor Cultuur en Onderwijs, een orgaan van de Romeinse Curie.
| Congregatie voor de Katholieke Opvoeding | Congregatie voor de Katholieke Opvoeding |
| ---------------------------------------- | ---------------------------------------- |
| 1915-1937                                | Gaetano Bisleti                          |
| 1939-1968                                | Giuseppe Pizzardo                        |
| 1968-1980                                | Gabriel-Marie Garrone                    |
| 1980-1990                                | William Wakefield Baum                   |
| 1990-1999                                | Pio Laghi                                |
| 1999-2015                                | Zenon Grocholewski                       |
| 2015-2022                                | Giuseppe Versaldi                        |
| Pauselijke Raad voor de Cultuur          |                                          |
| 1982-1988                                | Gabriel-Marie Garrone                    |
| 1988-2007                                | Paul Poupard                             |
| 2007-2022                                | Gianfranco Ravasi                        |
| Dicasterie voor Cultuur en Onderwijs     |                                          |
| 2022-heden                               | José Tolentino de Mendonça               |